# 714

سنة 714 كانت سنة بسيطة تبدأ يوم الإثنين (سوف يظهر الرابط التقويم الكامل للعام) حسب التقويم اليولياني، تم استخدام الفئة 714 لهذا العام منذ أوائل العصور الوسطى، عندما أصبح عصر التقويم بعد الميلاد هو الأسلوب السائد في أوروبا لتسمية السنوات.

## أحداث
- 28 فبراير - زلزال يضرب بلاد الشام.

## مواليد
- أبو عبد الله المهدي
- بيبين القصير
- صلح بن علي العباسي

## وفيات
- البلتع العنبري من شعراء العصر الأموي.
- إبراهيم النخعي
- سعيد بن جبير